# Федоров Вілен Олександрович
Вілен Олександрович Федоров (рос. Виля Александрович Фёдоров; нар. 23 лютого 1925, Одеса, Українська СРР, СРСР — 26 червня 2007) — радянський і український письменник, сценарист. Нагороджений медалями.

## Біографічні відомості
Народився 23 лютого 1925 р. в Одесі. Навчався у Пермському військово-морському училищі (1943–1944). Закінчив філологічний факультет Одеського державного університету ім. І. Мечникова (1956) та Одеську дворічну партійну школу (1953). Був на комсомольській роботі (1947–1951). Працював помічником капітана на судах «Ленинград» і «Товариш».
В 1958–1963 рр. був начальником сценарного відділу, а в 1963–1966 рр. — директором Одеської кіностудії художніх фільмів.
Автор сценарію художньої стрічки «Сильніше урагану» (1960) у співавторстві з Василем Левіним; документальних картин «Місто біля моря» (1965, Київська студія документальних фільмів), «В далекому плаванні» (1966, Херсонська телестудія), «В каюткомпанії» (1966, Одеська телестудія) та ін.